# Der amerikanische Heiratsvermittler
Der amerikanische Heiratsvermittler (Originaltitel: Amerikaner Schadchen; אמעריקאנער שגכן) ist der Titel eines jiddischen Tonfilms, den Edgar G. Ulmer 1940 für Fame Films Inc. inszenierte. Das Drehbuch schrieb seine Ehefrau Shirley Ulmer unter dem Pseudonym S. Castle nach einer Geschichte von Gustav H. Heimo (eigentlich Gustav Horowitz, geb. am 4. Februar 1895 in Wien, gest. am 28. Februar 1986 in Kalifornien, USA, Cousin von Edgar G. Ulmer). Die Dialoge verfasste B. Ressler. Die Hauptrolle spielte Leo Fuchs, den man in den jüdischen Theatern der Second Avenue als den »jiddischen Fred Astaire« kannte. Ihm zur Seite stand Judith Abarbanel, die bereits in den jiddischen Filmen Uncle Moses (1932) und The Cantor’s Son (1937) mitgewirkt hatte.

## Handlung
Der reiche jüdisch-amerikanische Geschäftsmann Nat Silver war schon sieben Mal verlobt und auch seine achte Verlobung ist dabei, wieder entzweizugehen. Schlau wie er ist, lernt er daraus, dass er es ist, der erst lernen muss, wie man eine gute Partie arrangiert, ehe er für sich selber eine geeignete Partnerin finden kann. So nimmt er einen neuen Namen an, nennt sich Nat Gold und wird ein Heiratsvermittler, auf Jiddisch: ein shadkhn. Entgegen allen Traditionen startet er in sein Unternehmen, von dem er gar nichts versteht, in Morgenmantel und Plastronkrawatte, und weigert sich, für seine Dienste Geld zu nehmen, womit er die örtlichen shadkhonim gegen sich aufbringt. Der Gedanke an einen trust der Heiratsvermittler ist ihnen mindestens ebenso fremd wie es staff meetings und spektakuläre Reklame sind. In Amerikaner shadchen treffen die Sitten aus dem osteuropäischen shtetl auf verfeinerte New Yorker Lebensart und heraus kommt dabei eine romantische Komödie.

## Hintergrund
Die Aufnahmen entstanden in der Bronx. Das Bühnenbild entwarf William Saulter, die Innenausstattung stammte von W. Mack. Die Photographie besorgten J. Burgi Contner und Edward Hyland, die Tonaufnahmen machte Dean Cole. Dem Regisseur assistierten Anna Guskin und William Mercur. Hans E. Mandl schnitt den Film. Die Kostüme entwarfen Mme. Berthé und E. Rosenthal. Produktionsleiter war Gustav Horowitz. Die Filmmusik dirigierte Sam Morgenstern. Die englischen Untertitel verfasste S. Rubinstein. Der Film war eine Produktion der Fame Films Inc. und wurde von der Fame-Pictures Distributors Inc. verliehen.
Amerikaner Shadkhn, auf Englisch The Matchmaker, wurde am 6. Mai 1940 in New York City uraufgeführt. Bis September blieb er sporadisch im Programm, jedoch ohne großen Erfolg an der Kasse.

## Filmmusik
Der Film enthält folgende, auf Jiddisch gesungene Lieder, deren Worte William Mercur dichtete. Sie werden von Leo Fuchs vorgetragen:
- Oj oj oj shpil [shpil mir a shtikhele] (Musik: trad.)
- Ikh bin a shayner bocher (Musik: trad.)
- Trink, Bruder, trink (Musik: trad.)[7]
- Muzikalisher Tango (Musik: trad.)

An klassischer Musik werden zitiert:
- Brautchor aus Lohengrin von Richard Wagner
- Hochzeitsmarsch aus Mittsommernachtstraum von Felix Mendelssohn Bartholdy op. 61
- Träumerei, aus Kinderszenen von Robert Schumann op. 15 No. 7

## Rezeption
Der Film wurde in der New York Times besprochen. AMERIKANER SCHADCHEN, der 1900 spielt, zeigt einen Folgekonflikt der jüdischen Einwanderung in die USA, den Konflikt der „zweiten Generation“, der Kinder mit ihren noch in Russland oder Polen geborenen Eltern.
Stefan Grissemann nennt Amerikaner Schadkhn Ulmers „amerikanischstes, paradoxerweise aber auch sein inhaltlich bislang persönlichstes Werk“.
Miriam Strube findet, dass Amerikaner Schadkhn deutlich ein Vorläufer von Filmen wie Woody Allens Annie Hall gewesen sei. Denn es gehe auch darin um Fragen der jüdischen Identität: um Verantwortlichkeit, das Gefühl des Verschiedenseins von der Gesellschaft der WASPs, die intellektuelle Lebensauffassung, städtische Verhältnisse, neurotische Verunsicherung und, in Verbindung damit, das Interesse an – ebenso wie das Infragestellen der – Psychoanalyse Freuds und an Problemen der Geschlechterbeziehung. Schon der Filmtitel, meint sie, verbinde die sehr traditionelle jüdische Figur des schadchen mit amerikanischer Identität und spiele damit auf das Aufeinandertreffen von Kulturen an, dessen Folgen unausweichlich Ambivalenz und gespaltenes Bewusstsein seien.
Wenn der Protagonist Nat sich nach dem Scheitern seiner achten Verlobung dazu entschließt, ein schadchen zu werden, folgt er nicht nur dem Beispiel seines Onkels Shya, der in der Alten Welt ein erfolgreicher Heiratsvermittler war, sondern modernisiert quasi das Bild dieses Berufs, amerikanisiert das Geschäft, das er betreiben will. Er legt Bart und Hut ab, wie sie die alten schadchonim trugen, kleidet sich stattdessen eher wie ein Diplomat, und sein Firmenschild weist ihn als advisor for human relations aus.

## Aufführungen in neuerer Zeit
The National Center for Jewish Film brachte „Amerikaner Shadkhn“ 1998 in restaurierter Fassung und mit neuen englischen Untertiteln als Bestandteil seiner Reihe The Yiddish Features of Edgar Ulmer auf DVD heraus ; die restaurierte Fassung ist 2 Minuten länger als die Fassung von 1940.
“Amerikaner Shadkhn” wurde am 10. August 2005 auf dem Rhode Island International Film Festival gezeigt.
Mit einer Einführung durch die Co-Direktorin des National Center for Jewish Film, Lisa Rivo, wurde der Film auch auf dem Washington Jewish Film Festival (WJFF) am Sonntag, den 22. Februar 2015 um 12:30 pm im Goethe-Institut Washington aufgeführt.

### Filmausschnitte
- Filmausschnitt aus “Amerikaner Schadkhn”
- Filmausschnitt aus “Amerikaner Schadkhn”